# 陳垣妧
陳垣妧（Estrella Chen，1980年2月1日—），原名林韋伶，台灣女藝人。而後又改回原名林韋伶。

## 經歷
剛出道時的藝名為「琳E-Lin」，1999年曾與周幼婷、婷婷組成少女團體「3EP美少女」。團體解散後把藝名改為韋苓，2002年演出導演何平執導的電影《挖洞人》，獲得2002年亞太影展最佳新人獎。曾於2006年期間赴韓國發展。2010年回到台灣後把藝名改回本名「林韋伶」，除參加綜藝節目錄影，亦參演中視偶像劇《就是要香戀》。在年代MUCH台《今晚誰當家》節目中跟徐至琦、劉伊心被媒體封為「腥三寶」。
之後淡出節目直至2014年復出，並宣布改名「陳垣妧」，同時也宣布自己已婚且有孩子；後成為餐廳「土豪薑私廚」主廚。

## 電影
| 年份   | 片名              | 飾演 |
| ------ | ----------------- | ---- |
| 2001年 | 《靚女差館》      | 電王 |
| 2002年 | 《挖洞人》        | 阿霞 |
| 2003年 | 《來去少林》      |      |
| 2003年 | 《灰色驚爆》      |      |
| 2004年 | 《惡月》          |      |
| 2012年 | 《西門町-紅包場》 |      |
| 2015年 | 《大囍臨門》      | 美女 |
| 2016年 | 《獨一無二》      | 阿美 |

## 電視劇
| 年份   | 頻道       | 劇名                 | 飾演                                  |
| ------ | ---------- | -------------------- | ------------------------------------- |
| 2002年 | 台視       | 《台灣英雄斧頭將軍》 | 阿妹                                  |
| 2002年 | 華視       | 《愛上總經理》       |                                       |
| 2002年 | 華視       | 《愛情夢幻》         | 程貴琪                                |
| 2003年 | 衛視中文台 | 《第8號當舖》        | 高珍珍（林冠華的女朋友）              |
| 2003年 | 公共電視   | 《風中緋櫻》         | 娥賓·那威（川野花子／花岡一郎的妻子） |
| 2003年 | 公共電視   | 《在街上行走》       |                                       |
| 2004年 | 公共電視   | 《兩隻魚》           |                                       |
| 2004年 | 華視       | 《情人看招》         | 林思妤                                |
| 2010年 | 中視       | 《就是要香戀》       | Amy（向國強的秘書）                   |

## 著作
| 年份   | 書名             | 出版社   | ISBN               |
| ------ | ---------------- | -------- | ------------------ |
| 2004年 | 《花小錢變美女》 | 時周文化 | ISBN 9789867586087 |
| 2010年 | 《韓國星夢》     | 青朝國際 | ISBN 4712702520279 |

## 專輯
- 1999《如果能愛別人》單曲EP
- 1999《3EP美少女大戰》

## MV
- 1999《All Right》3EP美少女大戰曲目2[6]

## 外部連結
- 陳垣妧的新浪微博
- 林韋伶在香港影庫上的簡介
- 林韋伶在豆瓣上的资料（简体中文）
- 林韋伶在时光网上的簡介（简体中文）